# Campeonato Sul-Americano de Futebol Feminino Sub-20 de 2010
O Campeonato Sul-Americano Feminino Sub-20 de 2010 foi a quarta edição da competição organizada pela Confederação Sul-Americana de Futebol (CONMEBOL) para jogadoras com até 20 anos de idade. O país anfitrião foi a Colômbia e todas as dez equipes filiadas a CONMEBOL participaram da competição. A Seleção Brasileira venceu a Seleção Colombiana na final por 2 a 0 e sagrou-se tetracampeã da competição.
As duas seleções finalistas, Brasil e Colômbia, se classificaram para a Copa do Mundo Sub-20 Feminino de 2010.

## Equipes participantes

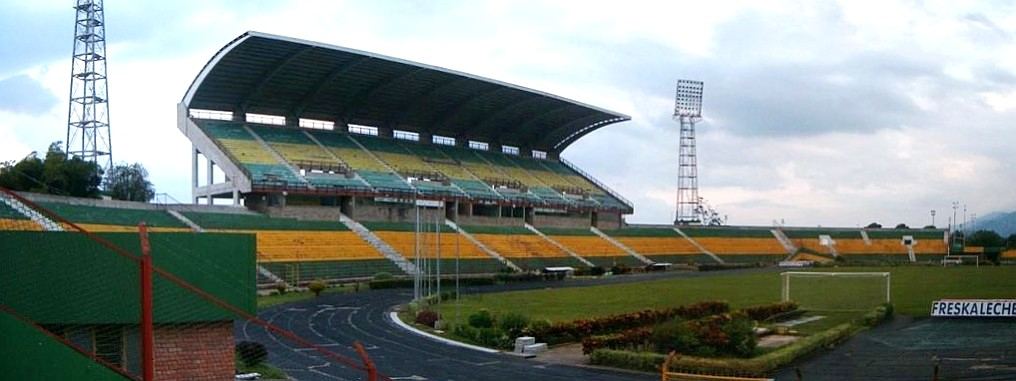
O Estádio Alfonso López.

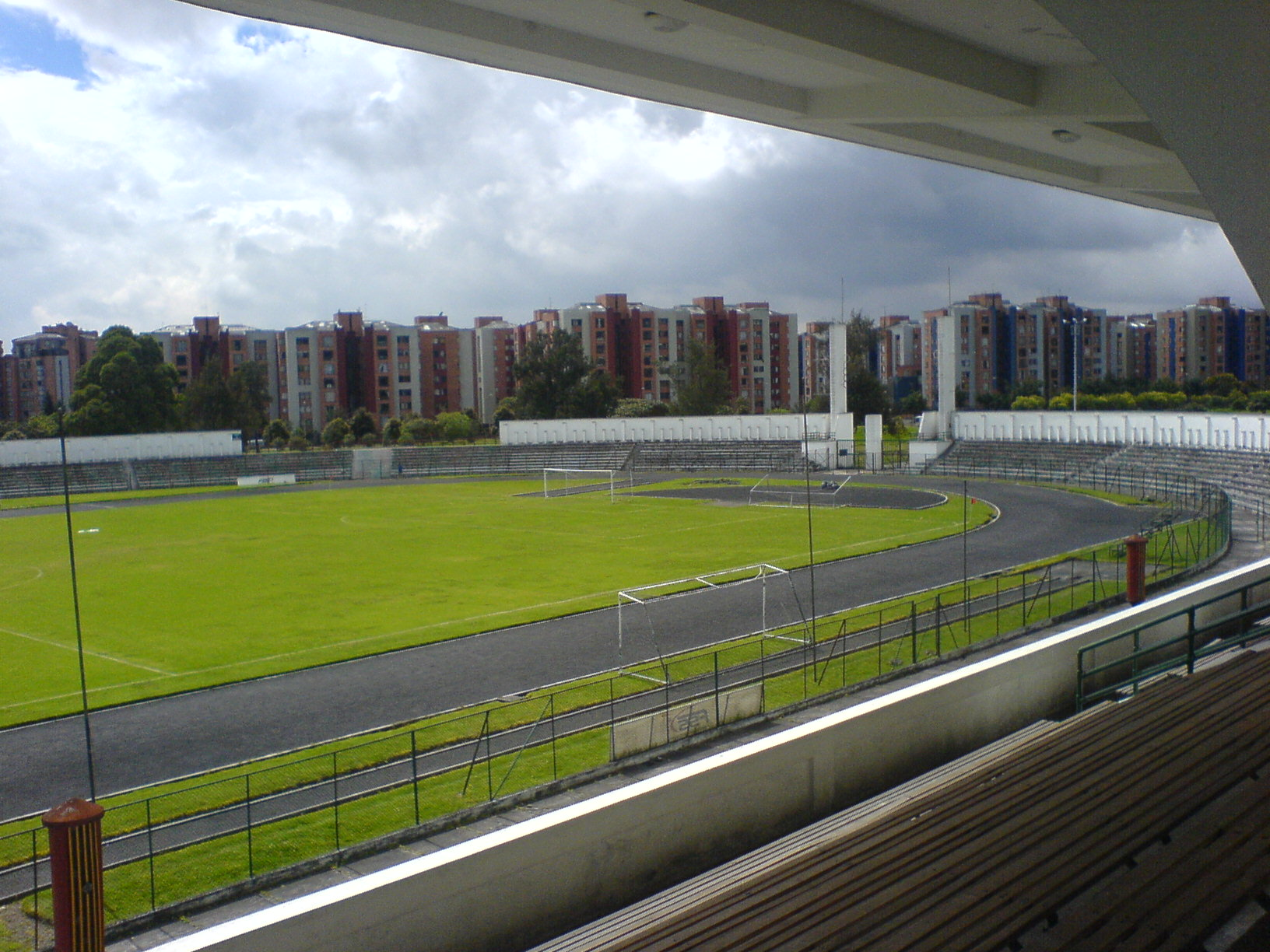
A visão do campo.

| - Argentina - Bolívia - Brasil - Chile - Colômbia | - Equador - Paraguai - Peru - Uruguai - Venezuela |

## Sede
Os jogos serão todos disputados em Bucaramanga no Estádio Alfonso López.

## Fórmula de disputa
As dez equipes participantes disputaram o campeonato no sistema de turno único e eliminatório. Os critérios de desempate da primeira fase foram aplicados na seguinte ordem:
1. Saldo de gols
2. Número de gols a favor (gols pró)
3. Resultado da partida entre as equipes em questão
4. Sorteio

## Primeira fase
|  | Equipes classificadas para a fase final |
|  | Equipes eliminadas                      |

### Grupo A
| Seleção   | Pts | J | V | E | D | GP | GC | SG |
| --------- | --- | - | - | - | - | -- | -- | -- |
| Colômbia  | 12  | 4 | 4 | 0 | 0 | 8  | 2  | +6 |
| Chile     | 9   | 4 | 3 | 0 | 1 | 6  | 2  | +4 |
| Equador   | 6   | 4 | 2 | 0 | 2 | 4  | 4  | 0  |
| Argentina | 3   | 4 | 1 | 0 | 3 | 2  | 4  | -2 |
| Bolívia   | 0   | 4 | 0 | 0 | 4 | 0  | 8  | -8 |

Todos as partidas estão no horário local (UTC-5)
| 3 de março | Argentina | 0 – 1     | Chile      | Estadio Alfonso Lopez, Bucaramanga    |
| 18:00      |           | Relatório | Zamora 30' | Árbitro: BRA Ana Karina Marques Alves |

| 3 de março | Colômbia                              | 3 – 1     | Equador   | Estadio Alfonso Lopez, Bucaramanga   |
| 20:00      | Rincón 6' · Andrade 69' · Sánchez 76' | Relatório | Ortiz 69' | Árbitro: PER Melany Giannina Bermejo |

| 5 de março | Equador | 2 – 0     | Bolívia | Estadio Alfonso Lopez, Bucaramanga |
| 18:00      |         | Relatório |         |                                    |

| 5 de março | Colômbia | 2 – 1     | Chile | Estadio Alfonso Lopez, Bucaramanga |
| 20:00      |          | Relatório |       |                                    |

| 7 de março | Chile | 1 – 0     | Equador | Estadio Alfonso Lopez, Bucaramanga |
| 18:00      |       | Relatório |         |                                    |

| 7 de março | Argentina | 2 – 0     | Bolívia | Estadio Alfonso Lopez, Bucaramanga |
| 20:00      |           | Relatório |         |                                    |

| 9 de março | Chile | 3 – 0     | Bolívia | Estadio Alfonso Lopez, Bucaramanga |
| 18:00      |       | Relatório |         |                                    |

| 9 de março | Colômbia | 2 – 0     | Argentina | Estadio Alfonso Lopez, Bucaramanga |
| 20:00      |          | Relatório |           |                                    |

| 11 de março | Argentina | 0 – 1     | Equador | Estadio Alfonso Lopez, Bucaramanga |
| 18:00       |           | Relatório |         |                                    |

| 11 de março | Colômbia | 1 – 0     | Bolívia | Estadio Alfonso Lopez, Bucaramanga |
| 20:00       |          | Relatório |         |                                    |

### Grupo B
| Seleção   | Pts | J | V | E | D | GP | GC | SG  |
| --------- | --- | - | - | - | - | -- | -- | --- |
| Brasil    | 12  | 4 | 4 | 0 | 0 | 20 | 2  | +18 |
| Paraguai  | 9   | 4 | 3 | 0 | 1 | 13 | 3  | +10 |
| Venezuela | 6   | 4 | 2 | 0 | 2 | 6  | 8  | -2  |
| Uruguai   | 3   | 4 | 1 | 0 | 3 | 4  | 15 | -11 |
| Peru      | 0   | 4 | 0 | 0 | 4 | 1  | 16 | -15 |

Todos as partidas estão no horário local (UTC-5)
| 4 de março | Uruguai                    | 3 – 1     | Peru       | Estadio Alfonso Lopez, Bucaramanga   |
| 18:00      | Churi 8' · Castro 49', 65' | Relatório | Ortega 12' | Árbitro: PER Melany Giannina Bermejo |

| 4 de março | Brasil                                            | 4 – 1     | Venezuela   | Estadio Alfonso Lopez, Bucaramanga |
| 20:00      | Rafinha 22' · Bruna 26' · Camila 53' · Ketlen 67' | Relatório | Zarabia 74' |                                    |

| 6 de março | Peru | 0 – 3     | Venezuela | Estadio Alfonso Lopez, Bucaramanga |
| 18:00      |      | Relatório |           |                                    |

| 6 de março | Uruguai | 0 – 5     | Paraguai | Estadio Alfonso Lopez, Bucaramanga |
| 20:00      |         | Relatório |          |                                    |

| 8 de março | Peru | 0 – 4     | Paraguai | Estadio Alfonso Lopez, Bucaramanga |
| 18:00      |      | Relatório |          |                                    |

| 8 de março | Brasil | 7 – 0     | Uruguai | Estadio Alfonso Lopez, Bucaramanga |
| 20:00      |        | Relatório |         |                                    |

| 10 de março | Paraguai | 3 – 0     | Venezuela | Estadio Alfonso Lopez, Bucaramanga |
| 18:00       |          | Relatório |           |                                    |

| 10 de março | Brasil | 6 – 0     | Peru | Estadio Alfonso Lopez, Bucaramanga |
| 20:00       |        | Relatório |      |                                    |

| 12 de março | Uruguai | 1 – 2     | Venezuela | Estadio Alfonso Lopez, Bucaramanga |
| 18:00       |         | Relatório |           |                                    |

| 12 de março | Brasil | 3 – 1     | Paraguai | Estadio Alfonso Lopez, Bucaramanga |
| 20:00       |        | Relatório |          |                                    |

## Fase final
|  | Semifinais                          | Semifinais                          |   |                                     | Final                               | Final |  |
|  |                                     |                                     |   |                                     |                                     |       |  |
|  | 15 de março - Estadio Alfonso Lopez |                                     |   |                                     |                                     |       |  |
|  | Colômbia                            | 2                                   |   |                                     |                                     |       |  |
|  | Paraguai                            | 1                                   |   |                                     |                                     |       |  |
|  |                                     |                                     |   |                                     |                                     |       |  |
|  |                                     |                                     |   |                                     | 17 de março - Estadio Alfonso Lopez |       |  |
|  |                                     |                                     |   |                                     | Colômbia                            | 0     |  |
|  |                                     | Brasil                              | 2 |                                     |                                     |       |  |
|  |                                     |                                     |   |                                     |                                     |       |  |
|  |                                     |                                     |   |                                     |                                     |       |  |
|  |                                     |                                     |   |                                     | Terceiro lugar                      |       |  |
|  | 15 de março - Estadio Alfonso Lopez | 15 de março - Estadio Alfonso Lopez |   | 17 de março - Estadio Alfonso Lopez | 17 de março - Estadio Alfonso Lopez |       |  |
|  | Brasil                              | 3                                   |   | Paraguai                            | 6                                   |       |  |
|  | Chile                               | 1                                   |   |                                     | Chile                               | 0     |  |

Todos as partidas estão no horário local (UTC-5)

### Semifinais
| 15 de março | Brasil | 3 – 1     | Chile | Estadio Alfonso Lopez, Bucaramanga |
| 18:00       |        | Relatório |       |                                    |

| 15 de março | Colômbia | 2 – 1     | Paraguai | Estadio Alfonso Lopez, Bucaramanga |
| 20:00       |          | Relatório |          |                                    |

### Disputa do terceiro lugar
| 17 de março | Paraguai | 6 – 0     | Chile | Estadio Alfonso Lopez, Bucaramanga |
| 18:00       |          | Relatório |       |                                    |

### Final
| 17 de março | Colômbia | 0 – 2     | Brasil | Estadio Alfonso Lopez, Bucaramanga |
| 20:00       |          | Relatório |        |                                    |

## Premiação
| Campeonato Sul-Americano Sub-20 Feminino de 2010 |
| Seleção Brasileira de Futebol                    |
| ------------------------------------------------ |
| BRASIL Campeão (4º título)                       |